# Topolino e i pirati
Topolino e i pirati (Shanghaied), è un film del 1934 diretto da Burt Gillett. È un cortometraggio d'animazione della serie Filmografia di Topolino, prodotto dalla Walt Disney Productions e distribuito negli Stati Uniti dalla United Artists il 13 gennaio 1934. Dal 1998 viene distribuito col titolo Imbarco forzato.
Nel marzo 2000 il cortometraggio è stato incluso nello speciale in videocassetta I capolavori di Minni, senza i titoli di testa e di coda e in una nuova edizione italiana colorata al computer.

## Trama
In questo cortometraggio Pietro Gambadilegno è il comandante di una nave e ha catturato Topolino e Minni, che sono prigionieri in una cabina legati e imbavagliati.
Mentre il criminale tenta di baciare Minni, Topolino riesce a liberarsi e salva la sua amata.
Dopo una lotta con Gambadilegno e i suoi uomini, Topolino e Minni hanno la meglio e prendono il controllo della nave.
Il cortometraggio termina con i due che si scambiano un appassionato bacio.

## Distribuzione

### Edizione italiana
Il corto arrivò in Italia nell'agosto 1986 e fu incluso nella VHS Serie oro - La vita con Topolino; il doppiaggio fu eseguito dal Gruppo Trenta. Nel 1998, per l'inclusione nella VHS Storie quasi titaniche, il corto fu ridoppiato dalla Angriservices Edizioni e con una versione colorata al computer. Tale doppiaggio venne usato nelle varie occasioni successive.

### Edizioni home video

#### VHS
- Serie oro - La vita con Topolino, agosto 1986 (primo doppiaggio italiano).[2]
- Storie quasi titaniche[3], ottobre 1998 (versione colorata al computer con un nuovo doppiaggio).
- I capolavori di Minni, marzo 2000 (senza i titoli di testa e di coda).[1]

#### DVD
Il cortometraggio è stato incluso come contenuto speciale nel DVD del film L'isola del tesoro.